# Victoria Square (Birmingham)
Pour les articles homonymes, voir Victoria Square.

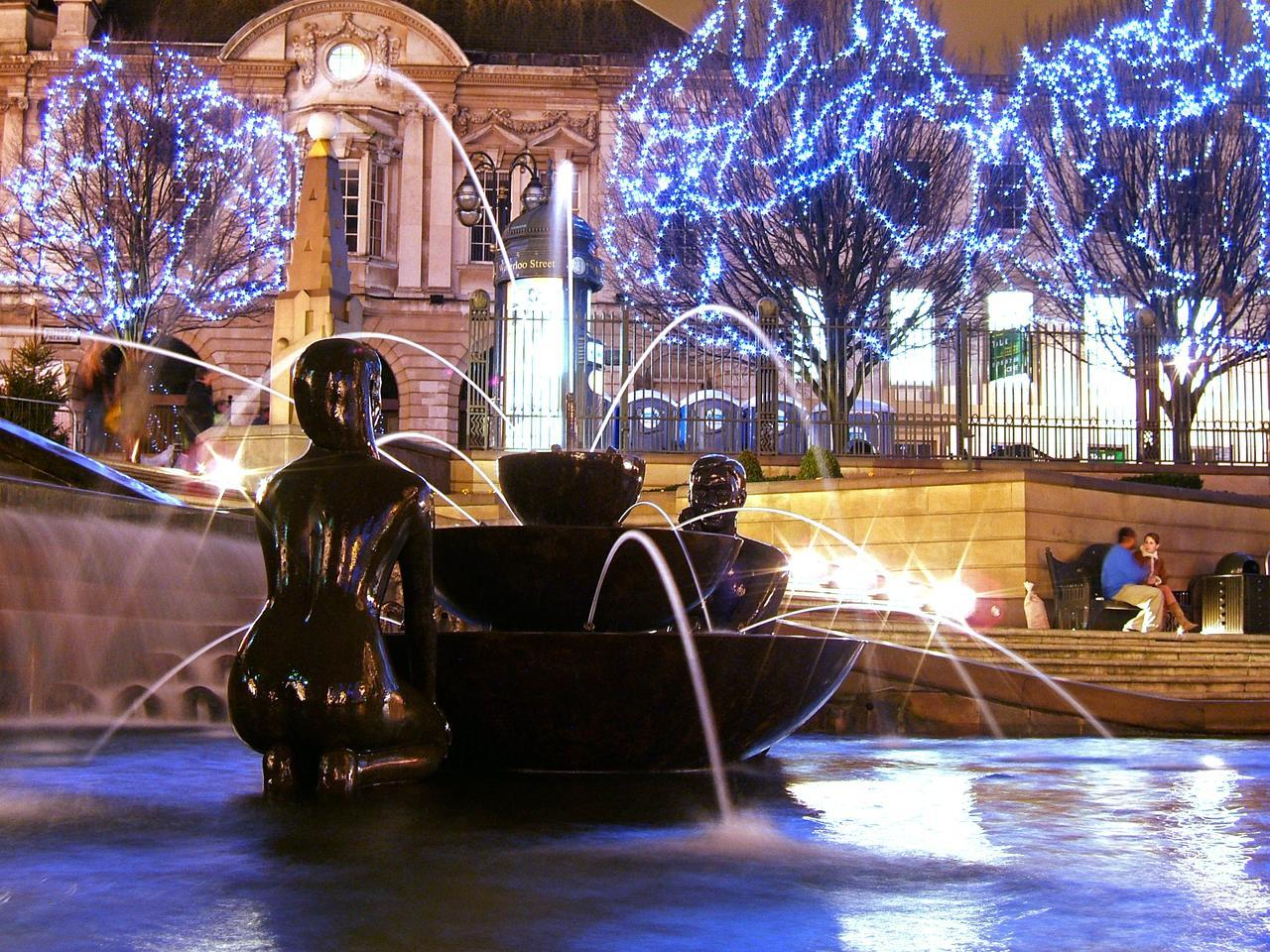
Victoria Square la nuit, février 2008

Victoria Square est une place piétonne à Birmingham, en Angleterre. Il abrite à la fois l'hôtel de ville et le Council House, et est directement adjacent à Chamberlain Square.
La place est souvent considérée comme le centre de Birmingham et est le point à partir duquel les distances des panneaux routiers locaux sont mesurées. Il se trouve à quelques pas de la Cathédrale Saint-Philippe sur Colmore Row et se trouve sur la principale voie piétonne entre les zones Bull Ring et Brindleyplace. Trois routes principales, Colmore Row, New Street et Paradise Street, et d'autres, s'y rejoignent.

## Histoire
La place était autrefois connue sous le nom de Council House Square et était traversée par un tramway. Il a été rebaptisé le 10 janvier 1901, en l'honneur de la reine Victoria. Elle est décédée 12 jours plus tard. Une statue de marbre, offerte par Henry Barber et sculptée par Thomas Brock, a été érigée et dévoilée ; il a ensuite été refondu en bronze.
Une partie de la place était autrefois occupée par Christ Church (construite en 1805-13), mais l'église a été démolie en 1899. Les fonts baptismaux, la cloche et la pierre de fondation ont été déplacés vers la nouvelle Église Sainte-Agathe, à Sparkbrook, qui a été construite avec le produit de la vente du site aux promoteurs. Les 600 corps, dont John Baskerville, logés dans les catacombes sous l'église ont été déplacés au Warstone Lane Cemetery. Le site a ensuite été utilisé pour un immeuble de bureaux et de commerces, les Christ Church Buildings, qui ont eux-mêmes été démolis en 1970 et remplacés par une pente gazonnée.
Au cours des années 1950, des plans ont été élaborés pour élargir Colmore Row afin qu'il fasse partie de la Birmingham Inner Ring Road, avec un important carrefour routier à construire à Victoria Square. Ces plans ont été abandonnés, mais une grande partie du plan Inner Ring Road a été réalisée jusqu'à la construction.

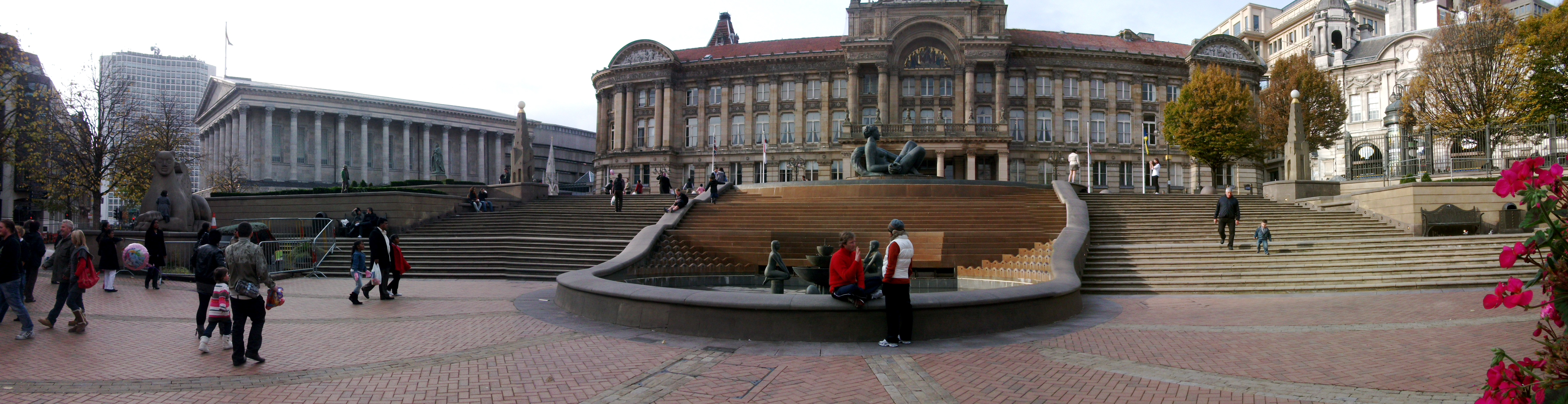
Un panorama montrant Victoria Square en octobre 2009

## Réaménagement

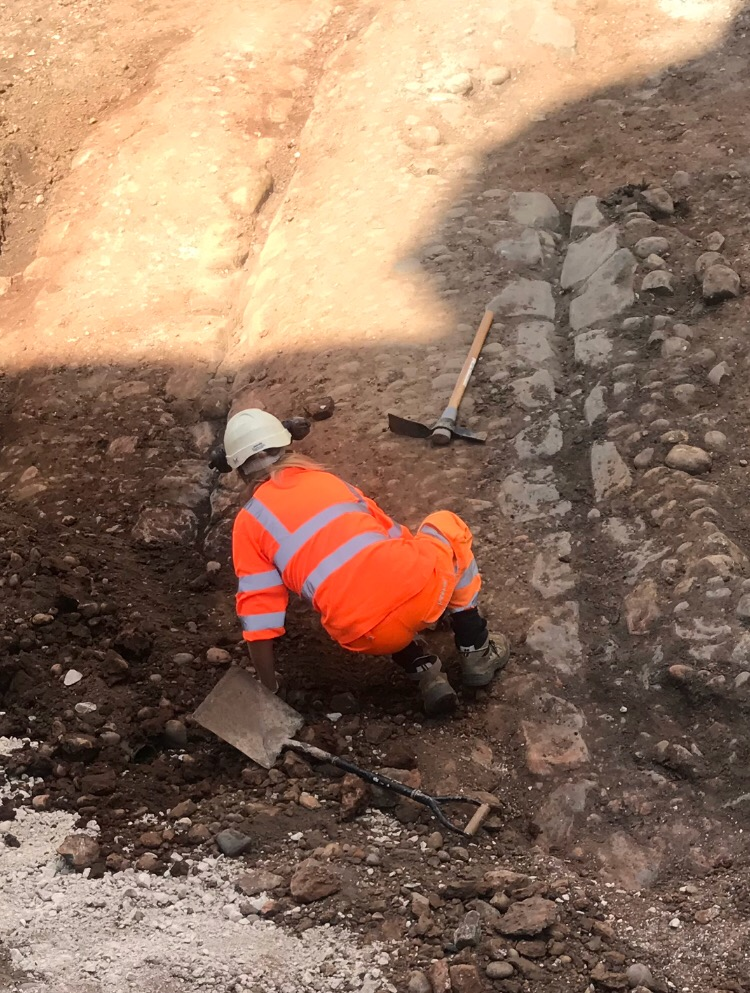
Un archéologue travaillant dans la rue pavée, juin 2018

À la fin du XXe siècle, la place était un carrefour très fréquenté. Des plans ont été faits pour piétoniser la zone et créer un point focal public. Un concours international de design a été organisé pour un plan d'eau central sur la place, qui a été remporté par Dhruva Mistry. La construction a commencé en 1992 et s'est achevée en 1994, lorsqu'elle a été officiellement inaugurée par Diana Spencer. Lors du réaménagement de la place, Iron:Man, une sculpture de Antony Gormley a été installée et dévoilée en 1993. Une plaque est située sur le côté sud-ouest de la place pour commémorer l'ouverture.
En juin 2018, lors des travaux d'extension du métro des West Midlands à travers la place, une rue pavée a été découverte, sous la surface de la place.

### Ouvrages d'art

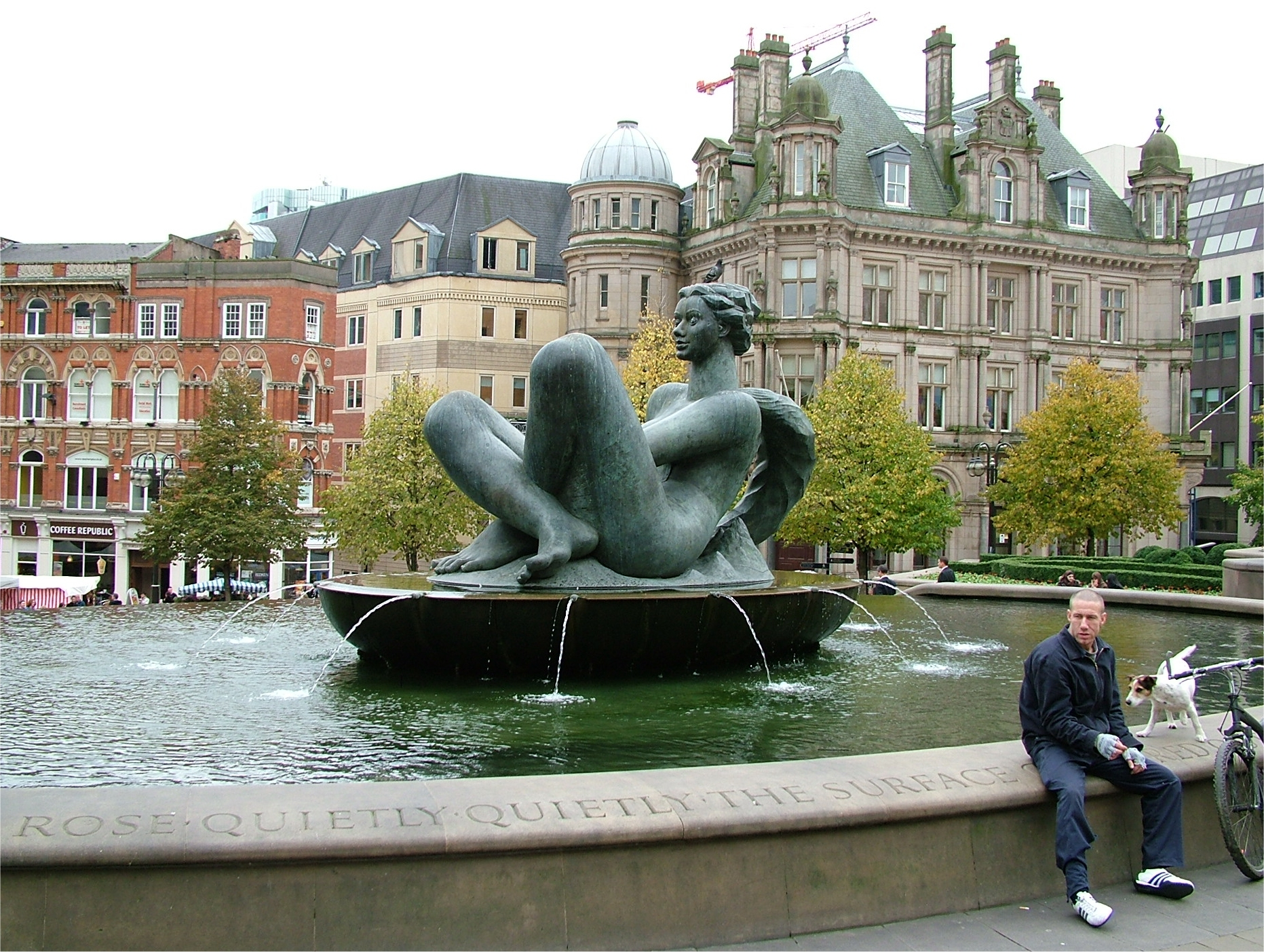
The River, mieux connu sous le nom de The Floozie in the Jacuzzi

La fontaine de Mistry The River est la plus grande pièce sculpturale de la place. En raison des fuites irréparables récurrentes, la fontaine a été fermée en 2013 afin d'économiser de l'argent. Le 6 juillet 2015, la fontaine était remplie de plantes et de fleurs et ne fonctionne plus comme une fontaine. 

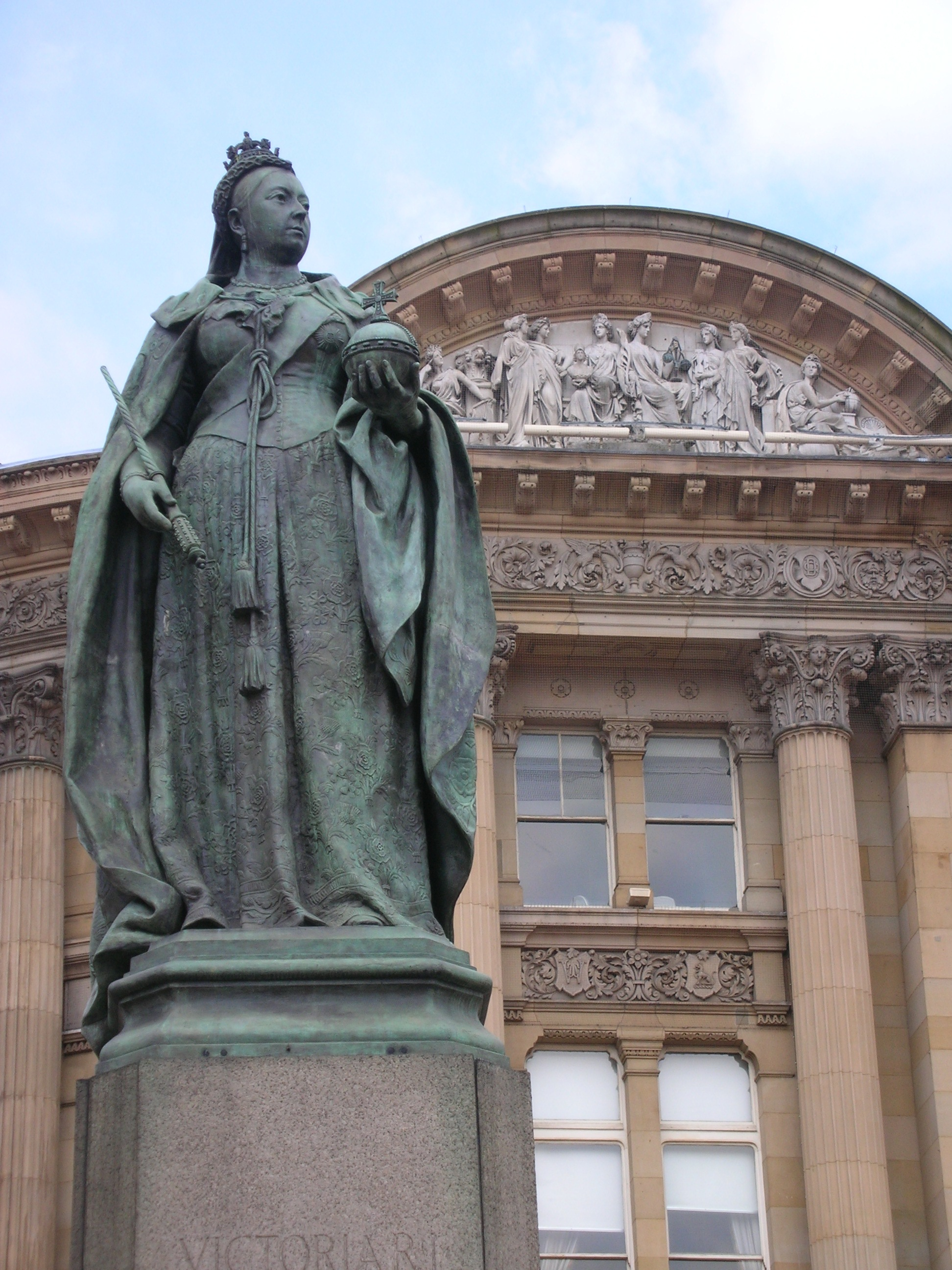
La reine Victoria, original de Thomas Brock (marbre de 1901), refondu en bronze par William Bloye (1951).

 De plus, il existe d'autres pièces non commandées pour le réaménagement de la place en 1992. L'un d'eux est Antony Gormley's Iron:Man qui a été offert à la ville en mars 1993 par la Trustee Savings Bank, dont le siège était situé à côté le carré. Il mesure 6 mètres de hauteur et a fait l'objet de réactions mixtes. Il a été suggéré que la statue soit déplacée au siège de la banque à Bristol lors de sa fusion avec Lloyds.
Il y a aussi des statues qui existaient avant le réaménagement de la place. Des deux statues qui se trouvaient à l'origine sur la place, il n'en reste qu'une. Il s'agit de la statue de la reine Victoria, créée à l'origine en 1901 par Thomas Brock, mais refondue en bronze par William Bloye en 1951. Le chapiteau du sceptre était disparu depuis quelques années, mais a été remplacé en 2011, grâce aux recherches et à l'aide de la Victorian Society. Le socle a été remplacé en marbre composite de Cornouailles en 1951.
D'autres statues qui ne se trouvent plus sur la place comprennent un Mémorial du roi Édouard VII, qui a été déplacé à Highgate Park lorsque Victoria Square a été remodelé en 1951. Après restauration, il a été réérigé, sur un nouveau socle, à l'extérieur de Baskerville House dans Centenary Square, en novembre 2010. Il y avait aussi des statues de Robert Peel, qui est maintenant situé à le centre de formation de la police Tally Ho à Edgbaston ; et de Joseph Priestley, qui se trouve maintenant à Chamberlain Square. Une statue de John Skirrow Wright, dévoilée en 1883, a été déplacée à Chamberlain Square en 1913, de là entreposée en 1951, et finalement mise au rebut. Une statue de George Dawson a ensuite été déplacée dans la rue Edmund à proximité, mais est maintenant en magasin au Birmingham Museum and Art Gallery's Museum Collections Centre.

### Bâtiments
La place est entourée de nombreux bâtiments importants. Sur le côté ouest se trouve l'hôtel de ville, sur son côté nord se trouve le Council House, sur son côté est se trouve 130 Colmore Row et sur le côté sud est Victoria Square House.

## Événements

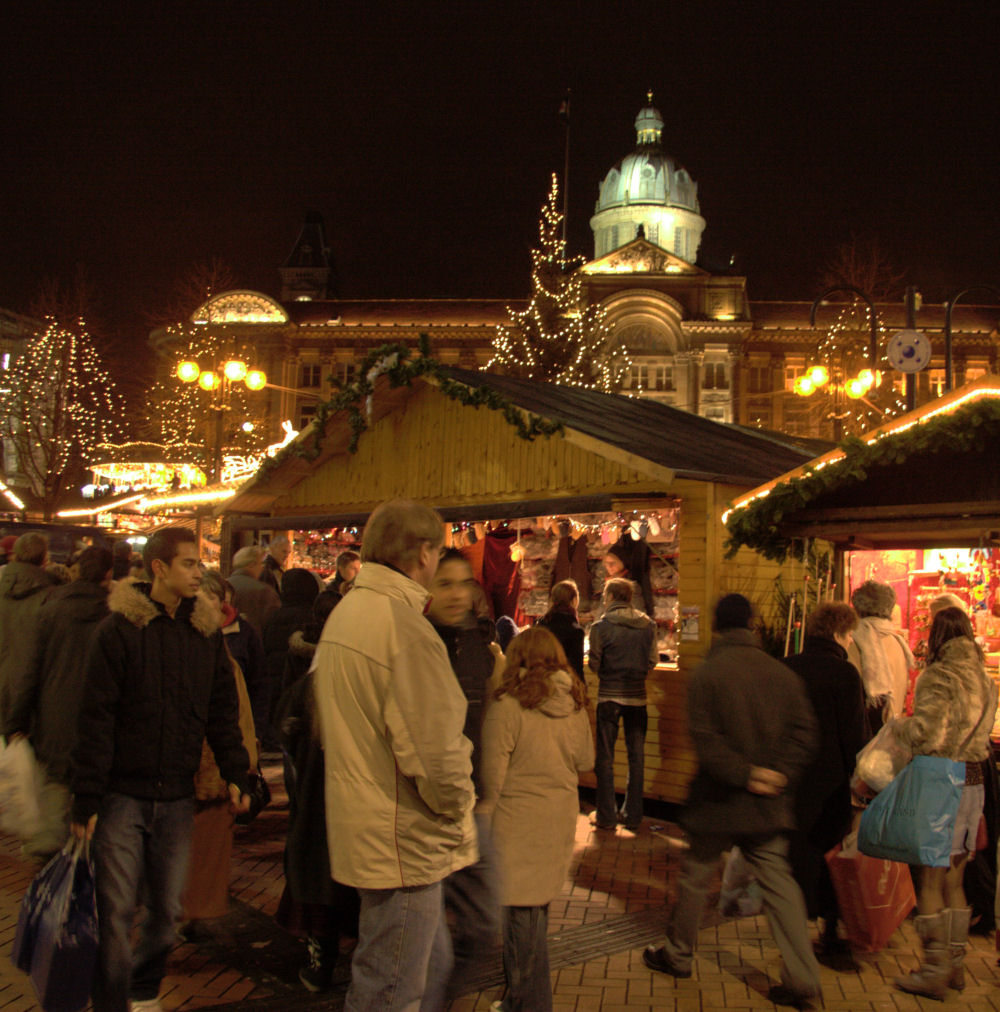
Le marché de Noël de Francfort

Chaque Noël, Victoria Square constitue la pièce maîtresse du marché de Noël et de la foire artisanale de Francfort qui s'étend également dans New Street et jouxte une foire artisanale sur Chamberlain Square, avec l'arbre de Noël officiel de la ville, offert chaque année par Sandvik, également debout sur la place. Les cabanes en bois du marché vendent des articles tels que des bijoux, des œuvres d'art, des ornements, des vêtements et de la nourriture allemande.
Le Birmingham Big Screen se tient actuellement sur la place après son retrait de Chamberlain Square, mais pendant un certain temps après l'assemblage en septembre 2007, il n'a pas été utilisé en raison d'un différend sur le processus de planification. Après le différend sur la première demande d'urbanisme, qui a été approuvée par le conseil, une autre a été déposée en décembre 2008. Cependant, le processus de consultation s'est enlisé à la suite d'un nombre écrasant d'objections. Le différend sur l'écran large de 8 mètres a coûté 1 million de livres sterling. Cependant, en avril 2012, l'écran fonctionnait.
Le 12 juillet 2012, la reine Elizabeth II et son époux, le prince Philip, duc d'Édimbourg, ont visité Victoria Square dans le cadre de la tournée du jubilé de diamant du West Midland. Au Square, ils ont effectué une promenade et ont reçu un cadeau de la ville de Birmingham[réf. nécessaire].